# Centrale La Grande-Dame
 (septembre 2009).
Si vous disposez d'ouvrages ou d'articles de référence ou si vous connaissez des sites web de qualité traitant du thème abordé ici, merci de compléter l'article en donnant les références utiles à sa vérifiabilité et en les liant à la section « Notes et références ».
Pour le film, voir Grande Dame d'un jour.
La Grande-Dame est une centrale hydroélectrique canadienne située sur la rivière Magog dans la ville de Magog en Estrie au Québec construite en 1911. Elle est la propriété d'Hydro-Magog. La hauteur de sa chute est évaluée à 12 mètres et son potentiel énergétique est de 1,6 mégawatt.